# Bora Lüftungstechnik
 (novembre 2023).
La société Bora Lüftungstechnik GmbH (BORA) est un fabricant allemand d’appareils encastrables pour cuisines (systèmes d’aspiration sur table de cuisson et fours à vapeur). Le siège de l’entreprise est sis à Raubling, en Haute-Bavière. Une succursale se trouve à Niederndorf (Autriche). La société mère est la Werkhaus GmbH & Co. KG, dont le siège se trouve également à Raubling.
Le nom de l’entreprise est dérivé du vent descendant Bora, et fait référence au BORA système d’aspiration sur table de cuisson. Le réseau de distribution de l’entreprise comprend environ 8 000 revendeurs dans soixante pays.

## Histoire
En 2005, Willi Bruckbauer développe un prototype de système d’aspiration sur table de cuisson, qui aspire vers le bas les vapeurs produites lors de la cuisson par un dispositif aspirant encastré dans la table de cuisson. En 2006, le premier brevet du système d’aspiration sur table de cuisson BORA Professional est déposé. En 2007, Willi Bruckbauer fonde l’entreprise BORA Lüftungstechnik GmbH.
En 2008, le premier système aspirant sur table de cuisson BORA est mis en vente. Dans les années qui suivent, des systèmes de circulation et d’évacuation d’air sont proposés pour les cuisines privées et le réseau de distribution est étendu à 58 pays.
En septembre 2023, BORA Lüftungstechnik GmbH ouvre à Herford un flagship[Quoi ?] store dans lequel il présente ses propres produits, mais où des surfaces d’exposition permettent à d’autres fabricants de meubles de cuisine d’exposer leurs gammes. Un restaurant se trouve au dernier étage. Le bâtiment à l’architecture exceptionnelle, qui ressemble de loin à une aile d’avion, se trouve sur la route nationale 239, à la sortie Ahmser Straße,.

## Produits
L’entreprise fabrique principalement des systèmes d’aspiration sur table de cuisson intégrés dans la table de cuisson et utilisant le courant transversal pour aspirer les vapeurs vers le bas. Cette catégorie de produits représente la plus grande partie du chiffre d’affaires annuel.
Depuis 2021, BORA propose en outre un FlexBackofen , un appareil qui combine four à vapeur et four classique. En septembre 2023, BORA présente des réfrigérateurs et congélateurs encastrables,.

## Distinctions
L’entreprise a reçu à plusieurs reprises un German Design Award, des IF Design Awards et des Red Dot Design Awards,  
En 2018, BORA remporte la distinction Mittelstandspreis der Medien des WirtschaftsKuriers dans la catégorie « Entrepreneuriat » pour le BORA système d’aspiration sur table de cuisson. En 2010, l’entreprise avait également reçu le prix allemand des créateurs d’entreprise dans la catégorie « Startup ».

## Sponsoring
Depuis 2015, BORA sponsorise sa propre équipe de cyclisme qui, depuis 2017, participe aux courses cyclistes internationales avec l’entreprise Hansgrohe sous le nom d’UCI WorldTeam BORA - hansgrohe. Parmi les plus grands succès de l'équipe figurent la victoire de Peter Sagan au Paris-Roubaix 2018 et celle de Jai Hindley au Giro d'Italia 2022.

## Réferences
1. ↑  (de) « Eine berufliche Heimat Für ambitionierte Menschen », sur Bora
2. ↑  (de) « Über den Tellerrand », sur Inside Küche
3. ↑  Bora – im Sog des Erfolgs. Consulté le 08 mai 2018
4. ↑  « Company and histoy », sur BORA.com (consulté le 24 octobre 2023)
5. ↑  (de) « About us: Welcome to the world of BORA », sur jobs.BORA.com (consulté le 24 octobre 2023)
6. ↑  (de) « Bora - Macht Dampf mit neuem "Universalgenie" », sur Möbel Kultur
7. ↑  (de) « Bora Kühl- und Gefriersysteme », sur Bora.de
8. ↑  (de) « Unter Volldampf in Herford », sur Möbel Kultur
9. ↑  (de) « BORA Professional 2.0 », sur German Design Award
10. ↑  (de) « BORA Produktneuheiten Classic 2.0 und Pure erhalten Red Dot Award: Product Design 2019 », sur WirtschaftsKurier
11. ↑  (de) « German Design Award 2021 für BORA Professional 3.0 und BORA X Pure », sur archiproducts
12. ↑  (de) « WirtschaftsKurier verleiht Mittelstandspreis der Medien », Börse am Sonntag
13. ↑  (de) « Die Bessermacher », sur Stern.de, 14 septembre 2010
14. ↑  (de) « Bora hat neuen Sponsor: Mit hansgrohe in die WorldTour », sur eurosport